# 国鉄タキ6500形貨車
国鉄タキ6500形貨車（こくてつタキ6500がたかしゃ）は、1957年（昭和32年）から製作された、アセトン専用の 30 t 積 貨車（タンク車）である。
私有貨車として製作され、日本国有鉄道（国鉄）に車籍編入された。1987年（昭和62年）4月の国鉄分割民営化後は日本貨物鉄道（JR貨物）に車籍を承継された。

## 概要
1957年（昭和32年）10月16日から1963年（昭和38年）11月30日にかけて8両（タキ6500 - タキ6507）が川崎車輛、東急車輛製造、富士重工業、日本車輌製造にて製作された。
1965年（昭和40年）に三菱重工業にてタキ6900形から2両（タキ6907・タキ6906→タキ6508・タキ6509）が改造されタキ6500形に編入した。
落成当時の所有者は、第一物産、三井物産、日本瓦斯化学工業、化成水島であった。その後第一物産は1959年（昭和34年）に三井物産へ社名を変更した。日本瓦斯化学工業所有車（タキ6507）は1971年（昭和46年）12月17日に三菱瓦斯化学へ、また化成水島所有車（タキ6508・タキ6509）は1974年（昭和49年）2月28日に三菱化成工業（その後三菱化成へ社名変更）へそれぞれ名義変更した。
1979年（昭和54年）10月より化成品分類番号「燃31」（燃焼性の物質、引火性液体、危険性度合2（中））が標記された。
キセ（外板）なしドーム付きタンク車であり、荷役方式はマンホールによる上入れ、吐出管による下出し式である。
塗色は、黒であり、全長は13,600mm、全幅は2,450mm、全高は3,886mm、台車中心間距離は9,500mm、自重は19.1 - 19.8t、換算両数は積車5.0、空車1.8、最高運転速度は75km/h、台車は12t車軸を使用したTR41Cである。
1987年（昭和62年）4月の国鉄分割民営化時には9両（タキ6500 - タキ6502、タキ6504 - タキ6509）の車籍がJR貨物に継承され、1995年（平成7年）度末時点では2両（タキ6507・タキ6508）が現存していたが、1998年（平成10年）2月に最後まで在籍した1両（タキ6507）が廃車となり同時に形式消滅となった。

## 年度別製造数
各年度による製造会社と両数、所有者は次のとおりである。（所有者は落成時の社名）
- 昭和32年度 - 2両
  - 川崎車輛 2両 第一物産（タキ6500・タキ6501）
- 昭和34年度 - 2両
  - 東急車輛製造 2両 三井物産（タキ6502・タキ6503）
- 昭和35年度 - 1両
  - 富士重工業 1両 三井物産（タキ6504）
- 昭和37年度 - 1両
  - 富士重工業 1両 三井物産（タキ6505）
- 昭和38年度 - 2両
  - 富士重工業 1両 三井物産（タキ6506）
  - 日本車輌製造 1両 日本瓦斯化学工業（タキ6507）
- 昭和40年度 - 2両
  - 三菱重工業（改造所） 2両 化成水島（タキ6508・タキ6509 : タキ6907・タキ6906よりの改造年度、種車は昭和34年度新三菱重工業製）